# Ines Brodmann
Ines Brodmann es una competidora de orientación y campeona mundial suiza. Ganó una medalla de oro en el relé de 2012 del World Orienteering Championships en Lausanne, junto con Judith Wyder y Simone Niggli-Luder.